# サミュエル・デュポン
サミュエル・フランシス・デュポン（英: Samuel Francis Du Pont、1803年9月27日-1865年6月23日）は、アメリカ合衆国の海軍軍人。最終階級は海軍少将。著名なデュポン家の一員であり、同世代の中では唯一姓の綴りに大文字の"D"を用いた。米墨戦争と南北戦争で傑出した働きをし、海軍兵学校校長を務め、アメリカ海軍の近代化に重要な貢献を果たした。

## 経歴
デュポンはニュージャージー州バーゲンポイント（現在のベイヨン）にある家族の家「グッドステイ」で、ビクター・マリー・デュポンとガブリエル・ジョセフィーヌ・ド・ラ・フィット・ド・ペルポートの夫妻の4人目、次男として生まれた。叔父には化学会社デュポンの創業者エルテール・イレネー・デュポンがいた。この会社は火薬工場として始まり、今日では多国籍化学会社となった。デュポンは、デラウェア州ウィルミントンの真北、叔父の敷地と工場の「エルテーリアン・ミルズ」からブランディワイン・クリークを隔てた所にあった父の家「ルービエ」で子供時代を過ごした。9歳のときにフィラデルフィアのジャーマンタウンにあるマウントエアリー・アカデミーに入学した。しかし、父がその毛織物工場の経営に失敗したので学費を払えなくなり、その代わりにアメリカ海軍への入隊を勧められた。デュポン家はトーマス・ジェファーソン大統領と親密な関係があったので、12歳の時にジェームズ・マディソン大統領から海軍士官候補生としての指名を確保でき、1815年12月にデラウェアから初めてUSSフランクリンに乗って出航した。
当時は海軍兵学校がなかったので、デュポンは海上で数学と航行術を学び、1821年にUSSコンスティチューション乗艦任務を与えられるときまでに一人前の船乗りになった。その後、西インド諸島やブラジル海岸沖でUSSコングレスに乗船した。このときまだ士官には任官されていなかったが、1825年、USSノースカロライナ乗艦任務時に「航海士」に昇格した。このときは地中海でアメリカの影響力と力を示す任務を与えられて航行した。その後間もない1826年に海軍大尉に昇進し、USSポーポイズ乗艦を命令され、1827年の父の死後2年間故郷に帰り、続いて1829年にUSSオンタリオ乗艦となった。この時まで士官となってからの日が浅かったが、デュポンは無能と考え、政治的な影響力を通じて指揮権を執っているだけの上官の多くを公然と批判するようになった。
1833年6月にUSSオンタリオでの任務から戻ると、叔父エルテール・イレネー・デュポンの娘で従姉妹のソフィー・マドレーヌ・デュポン（1810年-1888年）と結婚した。デュポンは士官日誌をつけることが無かったので、ソフィーとの大量の文通がその後の海軍士官としての経歴での動きと観察に関する主要な資料となった。1835年から1838年までUSSコンステレーションとUSSウォーレンの副艦長となり、メキシコ湾でUSSウォーレンとUSSグランパスを指揮した。1838年、地中海でUSSオハイオ乗り組みとなり、1841年まで続けた。翌年海軍中佐に昇進し、USSペリーに乗って中国に向かったが、重病に罹って家に戻り指揮官を諦めざるを得なかった。1845年にロバート・ストックトン海軍准将の旗艦USSコングレス艦長として現役に復帰し、米墨戦争が始まった時までにハワイ諸島航海を経てカリフォルニアに到着した。

### 米墨戦争
デュポンは1846年にUSSカイアン艦長となり、直ぐに敵船30隻を捕獲または破壊してその過程でカリフォルニア湾を掃討し、海軍戦闘指揮官としての技術を示した。デュポンはジョン・C・フレモントの部隊をサンディエゴに運び、市を占領した。その後バハ海岸での作戦を続け、ラパスを占領し、グアイマス港では激しい砲火の中で敵の砲艦2隻を炎上させた。1847年11月11日、マサトラン市を占領した主力戦列を指揮し、1848年2月15日、水陸協働でサンホセ・デル・カボを強襲し、激しい抵抗に遭ったものの、3マイル (5 km) 内陸を叩いて包囲されていた戦隊を救出することができた。戦争の終盤はカリフォルニア海上封鎖の指揮を任され、さらに陸での作戦に参加した後に帰港を命じられた。

### 戦間期
デュポンは次の10年間の大半は陸上勤務となり、この時期に努力したことはアメリカ海軍の近代化に貢献したとされている。蒸気機関の可能性を研究し、教科として工学や数学を強調して新しい海軍兵学校に設定した。兵学校の校長に指名されたが、それは定年が近い物により適したポストだと考えて、4ヶ月で辞任した。デュポンは海軍の大半が当時任せられていた港湾の防衛よりもより行動的で積極的なものを推奨し、海軍の規則や既定の改定に動いた。アメリカ合衆国灯台局理事に指名された後で、その旧式なシステムを向上させる提案は灯台法としてアメリカ合衆国議会に大きく採用された。
1853年、デュポンはアメリカ合衆国では初めての国際博覧会と考えられているニューヨークで開催された世界産業博覧会の総監督となった。国際的には称賛されたが入場者が少なくて大きな負債を抱えることになり、デュポンは辞任した。
デュポンは海軍の改革について熱心な支持者となり、1855年の議会法を支持する中で『海軍の効率推進』を書いた。海軍効率理事会に指名され、201名の海軍士官排除を監督した。首切りの対象になった者達が議会の友人を頼ったときに、デュポン自身も大変な批判に曝され、その後の解任審査で一旦排除された者達の半分近くが復職した。
デュポンは1855年に海軍大佐に昇進した。1857年、USSミネソタの艦長となり、駐中国アメリカ公使ウィリアム・リードが北京に赴くのを送るよう命じられた。デュポンのUSSミネソタは中国でパレードした西洋の17戦闘艦の1隻となり、中国がその港を広く開港するよう要求されたのにそれを満たせなかった後の1858年4月28日、フランスとイギリスによって海河の中国砦が占領されるのを目撃した。デュポンはその後、日本、インド、およびアラビアを回航し、1859年5月にボストンに戻った。翌年デュポンは日本の遣米使節団を受け入れることに大きな役割を果たし、3ヶ月にわたってワシントンD.C.、ボルティモアおよびフィラデルフィアを回るのに同行した。この遠征は日米貿易と投資に途を開くことになった。デュポンは1860年にフィラデルフィア海軍造船所の指揮官となった。デュポンはこの職を最期に退役を予測したが、南北戦争の勃発で実戦任務に戻ることになった。

### 南北戦争
南北戦争の開始時点でワシントンとの通信が遮断されたとき、デュポンは独自の判断でチェサピーク湾に艦隊を送り、陸軍がメリーランド州アナポリスに上陸するのを守った。1861年6月、南軍に対する海軍の作戦を立案するために作られたワシントンの理事会議長となった。デュポンは海軍将官に指名され、南大西洋封鎖戦隊指揮官としてUSSウォバシュに乗艦し、バージニア州ノーフォークから当時のアメリカの海軍士官が率いた中でも最大の艦隊を率いた。11月7日、サウスカロライナ州ポートロイヤル港にある2つの砦を襲いその占領に結びつけた。この勝利で北軍の海軍はジョージア州南部からフロリダ州東海岸全体までを支配し、効果的な海岸封鎖が確立された。デュポンはアメリカ合衆国議会からその輝かしい戦術的成功について称賛を受け、1862年7月16日に海軍少将に指名された。
1862年の暮れに向かう頃、デュポンは鉄装甲艦の指揮を任されるアメリカ海軍の最初の将官になった。デュポンは他の艦船とともに装甲艦をうまく指揮したが、大砲が少なく発射間隔が長かったので、マカリスター砦への攻撃はうまく行かなかった。次に海軍省から直接サウスカロライナ州チャールストンへの攻撃命令を受けた。そこはサムター砦の陥落で南北戦争の最初の砲撃が行われた場所であり、南軍に対する封鎖が不完全な地域だった。デュポンは相当の陸軍部隊の支援が無ければチャールストンは占領できないと考えたが、それでも1863年4月7日に9隻の装甲艦で攻撃した。港へ続く水路は障害が多くて適切に航行できず、その艦船は激しい十字砲火を浴びることになり、北軍艦隊は夜が来る前に撤退した。この攻撃失敗で9隻の装甲艦のうち5隻が航行不能になり、もう1隻はその後沈没した。
海軍長官ギデオン・ウェルズは大きく報道されたチャールストンでの失敗に付いてデュポンを非難した。デュポン自身はそのことについて苦悩し、南軍の装甲艦を沈めた大きな戦闘の後、7月5日にデュポンの要請で解任された。デュポンはメリーランド州選出のアメリカ合衆国下院議員ヘンリー・ウィンター・デイビスの援助で海軍が出版したチャールストン攻撃に関する公式記録を手に入れたが、最終的にどちらともつかない議会の調査のために、デュポンがその艦船を悪用し上官を間違った方向に導いたかについての審判に持ち込むことはできなかった。デュポンはエイブラハム・リンカーン大統領の支持を得ようとしたが無視され、デラウェアの家に戻った。その後短期間海軍の昇進を審査する理事会に務めた。
しかしその後の出来事は間違いなくデュポンと判断と能力を立証することになった。その後もアメリカ海軍によるチャールストン攻撃は、かなり大きな装甲艦艦隊で行われたにも拘らず失敗した。チャールストンは最終的に1865年、ウィリアム・シャーマンの陸軍による侵攻で陥落した。

### 死と遺産
デュポンはフィラデルフィアに行っていた1865年6月23日に死に、デュポン家の墓地に埋葬されている。この墓地はデラウェア州グリーンビルの「ヘイグリー博物館」近くにある。
デュポンの死から17年後の1882年、アメリカ合衆国議会はやっとデュポンの功績を認めるために動き、ワシントンのパシフィック広場に据えるデュポンの彫像を発注した。ローンと・トンプソン制作になるデュポンの銅像は1884年12月20日に除幕され、この交差点はデュポン交差点と命名された。除幕式にはチェスター・A・アーサー大統領やトマス・F・ベイアード上院議員が出席した。この交差点は今でもデュポンの名前を持っているが、銅像は1920年にデュポン家によってデラウェア州ウィルミントンに移された。その跡にはダニエル・チェスター・フレンチが設計したデュポンを記念する噴水が造られ、1921年に除幕された。
デラウェアシティに近いデュポン砦、またアメリカ海軍の駆逐艦USSデュポンDD-152とDD-941は全て、デュポンの栄誉を称えて名付けられた。